# Les Ateliers Claus
Les Ateliers Claus is een kunstencentrum en concertzaal te Sint-Gillis. Het werd ingericht in een voormalig meubeldepot. De naam ontstond organisch en verwijst naar bezieler Frans Claus. Deze kunstenaar organiseerde er activiteiten en ateliers waardoor men begon te spreken over Les Ateliers Claus. Sinds 2006 worden er op een professionele manier concerten georganiseerd. Naast muziek is er ook aandacht voor dans, performance en beeldende kunst. Kunstenaars kunnen er voor een korte periode verblijven om aan een kunstwerk te werken. De programmatie is gericht experiment en avant-garde. De grootste zaal in Sint-Gillis kan 180 bezoekers ontvangen. Grotere concerten vinden plaats in Zaal Rogier onder het Rogierplein in Sint-Joost-ten-Node.
Onder meer Thurston Moore trad meermaals op in Les Ateliers Claus.